# Odochilus bacchusi
Odochilus bacchusi är en skalbaggsart som beskrevs av Rakovic 1987. Odochilus bacchusi ingår i släktet Odochilus och familjen Aphodiidae. Inga underarter finns listade i Catalogue of Life.